# 莲城街道
莲城街道，是中华人民共和国贵州省毕节市黔西市下辖的一个街道办事处。
2011年12月27日，贵州省人民政府批复同意撤销黔西县城关镇，新设置的莲城街道辖原城关镇莲城社区（原城关镇莲城社区、孙家坝村）、双桥社区、石板社区、龙潭社区、坪子社区、八块田社区、天坪社区（绿化乡天坪村1-6组和11组与班茅寨村）、老鸹河社区（绿化乡老鸹河村和天坪村7-10组）。

## 行政区划
莲城街道下辖以下地区：
连城社区、申家坝村、双桥村、八块村、金凤村、石板村、龙潭村、坪子村、斑茅寨村、天坪村和老鸹河村。